# Bảo Nguyễn
Bảo Nguyễn (sinh năm 1980), (tên đầy đủ tiếng Việt Nguyễn Quốc Bảo, nhưng thường được gọi là Bao Nguyen trong tiếng Anh) là một chính khách người Mỹ gốc Việt thuộc Đảng Dân chủ Hoa Kỳ. Anh là người trẻ tuổi nhất và là người gốc Việt đầu tiên thắng cử thị trưởng thành phố Garden Grove, California, Hoa Kỳ. Anh cũng là Thị trưởng gốc Việt thứ tư ở Mỹ, đồng thời là thị trưởng da màu đầu tiên trong lịch sử của Garden Grove.

## Sự nghiệp
Bảo Nguyễn sinh tại trại tị nạn tại Thái Lan, khi cha mẹ anh vượt biển tới Thái Lan sau sự kiện 30 tháng 4 năm 1975. Anh cùng gia đình đến Hoa Kỳ khi chỉ mới 3 tháng tuổi.
Anh tốt nghiệp Đại học California tại Irvine và làm giáo viên, sau đó anh là nhà tổ chức của một hội bảo vệ người lao động.
Bảo Nguyễn có bằng cử nhân khoa học chính trị ở Đại học California tại Irvine (UC Irvine). Anh cũng đã tốt nghiệp thạc sĩ chuyên ngành nghiên cứu về Phật giáo Indo – Tây Tạng của trường Đại học Naropa (trường Đại học tư của Phật giáo Tây Tạng tại Boulder, Colorado).
Năm 2000, khi thượng nghị sĩ John McCain đang thực hiện chiến dịch tranh cử tổng thống tại Little Saigon, sinh viên trẻ Bảo Nguyễn để lại dấu ấn khi anh đã phản đối việc ông John McCain sử dụng từ "gooks" để nhắc tới người đã bắt ông McCain trong cuộc chiến tranh ở Việt Nam.
Bảo Nguyễn có thể nói thạo cả 3 ngôn ngữ tiếng Việt, tiếng Anh và tiếng Tây Ban Nha. Anh cho biết sẽ tận dụng ưu thế này để hàn gắn những chia rẽ trong thành phố đa sắc tộc của mình trong thời gian làm thị trưởng.
Gia đình Bảo không có ai theo nghiệp chính trị và theo anh, mọi người trong gia đình đều tự hào về thành quả bước đầu của anh. Vị thị trưởng nói, "Tôi luôn ghi nhớ những hy sinh của cha mẹ tôi để tôi có được ngày hôm nay".

## Tranh cử thị trưởng thành phố Garden Grove
Bảo Nguyễn nguyên là ủy viên hội đồng giáo dục của Học khu Thống nhất Garden Grove phục vụ nhiều thành phố trong quận Cam bao gồm cả thành phố Garden Grove.
Năm 2014, anh ra tranh cử chức vụ thị trưởng thành phố Garden Grove. Anh vận động dưới cương lĩnh đưa lại sức sống cho các khu phố trong thành phố, và tập trung vào khu vực thương mại để thu hút các công ty công nghệ cao đem lại việc làm lương cao. Trong cuộc vận động bầu cử này, đối thủ chính của anh là đương kim thị trưởng Bruce Broadwater đã chỉ trích anh là "thân cộng" do các phát biểu của anh trước kia. Ảnh đã nhận được sự ủng hộ của tờ báo Orange County Register.
Ngày 17 tháng 11, sau khi Quận Cam kiểm xong phiếu bầu, Bảo Nguyễn đã bất ngờ giành 11.785 phiếu, hơn chính trị gia kỳ cựu Bruce Broadwater 15 phiếu trong cuộc bầu cử giữa kỳ (Bruce Broadwater có 11.770 phiếu).
Ứng cử viên Bruce Broadwater đã khiếu nại kiểm phiếu lại. Kết quả kiểm lại vào cuối tháng 11, phần thắng vẫn nghiêng về Bảo. Thị trưởng đang đương nhiệm Bruce Broadwater đã tuyên bố từ bỏ cuộc kiểm phiếu lại.
Anh đã trở thành thị trưởng người Mỹ gốc Việt đầu tiên của thành phố Garden Grove vốn có gần 200.000 dân tại quận Cam, California và có khoảng 28% người gốc Việt.
Thắng lợi đắc cử của Bảo là một bất ngờ vì tuổi đời, tuổi nghề và số tiền vận động cho cuộc tranh cử của anh tất cả chỉ bằng khoảng phân nửa so với thị trưởng đương nhiệm của thành phố Garden Grove. Bảo đã tuyên thệ nhậm chức vào ngày 9 tháng 12 năm 2014.
Nhiều người Mỹ gốc Việt hi vọng rằng, với chức thị trưởng của anh cùng với ông Tạ Đức Trí, người Mỹ gốc Việt đầu tiên được bầu làm thị trưởng của thành phố Westminster, California và ông Michael Võ, vừa tái đắc cử thị trưởng ở thành phố Fountain Valley, California, sẽ tạo nên những tiếng nói mạnh mẽ cho cộng đồng người gốc Việt lớn nhất Hoa Kỳ tại Little Saigon, Quận Cam. Đây cũng là lần đầu tiên cả ba thành phố nằm cận kề nhau, nơi có đông người Việt sinh sống, đều có thị trưởng là người gốc Việt Nam.

## Tranh cử đại biểu quốc hội
Bảo Nguyễn hiện đang tranh cử đại biểu quốc hội 2016 thay thế chỗ trống của nữ đại biểu Loretta Sanchez đại diện cho khu vực 46 của California. Về cuộc bầu cử tổng thống Hoa Kỳ 2016, anh là một người ủng hộ Bernie Sanders. Theo anh, ông ấy là ứng viên tổng thống duy nhất đủ can đảm để đối đầu với những nhóm lợi ích đang lan tràn tại thủ đô Washington.

## Liên quan đến Việt Nam
Bảo Nguyễn đã gặp mặt (tháng 5 năm 2016) Vũ Minh Khanh, vợ của luật sư nhân quyền và nhà bất đồng chính kiến Nguyễn Văn Đài, mà sang Hoa Kỳ nói chuyện về những vi phạm nhân quyền, nơi các công dân bị giam riêng biệt mà không buộc tội như chồng bà. Anh đã viết thư cho tổng thống Obama và ngoại trưởng John Kerry để nhờ can thiệp thả ông Đài.

## Câu nói
- "... Khó khăn lớn nhất thực ra là về tài chính, Tôi đấu tranh cho quyền lợi của người lao động và người nghèo. Tuy được mọi người ủng hộ, vấn đề lớn nhất của chúng tôi là về chi phí rất tốn kém để trang trải cho cuộc vận động.".
- "... Tôi muốn chống lại những bất công, và lắng nghe mọi tiếng nói từ người dân. Tôi cảm thấy đó như là trách nhiệm từ sâu thẳm trong tôi""
- "..Tôi rất vui mừng được bắt đầu triển khai những bước cải cách hợp lý và thay đổi văn hóa tại Hội đồng Thành phố sao cho minh bạch, hiệu quả và có nhiều tiếng nói đóng góp hơn nữa"
- "...Khi ông ấy (John McCain) nói từ đó, nó sẽ dẫn đến sự hận thù, bất kể ông ta nghĩ gì. Điều đó rất nhạy cảm với mọi người châu Á, đối với người Mỹ, từ "gook" (con khỉ) ông ấy nói chính là tôi và chúng ta đều giống nhau"

## Đời tư
Tháng 7, 2015, anh công khai là người đồng tính.